# Paul Brooke
Paul Brooke, né le 22 novembre 1944 à Londres est un acteur britannique.

## Filmographie

### Cinéma

#### Court métrage
- 2005 : Still Life : Auctioneer

#### Longs métrages
- 1972 : Straight on Till Morning : Uneasy Man (non-crédité)
- 1979 : Agatha : John Foster
- 1981 : Rien que pour vos yeux : Bunky
- 1983 : Star Wars, épisode VI : Le Retour du Jedi : Malakili - Rancor Keeper (non-crédité)
- 1984 : Greystoke, la légende de Tarzan : The Rev. Stimson
- 1985 : Revolution : Lord Darling
- 1988 : Le Repaire du ver blanc de Ken Russell : P.C. Erny
- 1988 : Number 27 : Karmel
- 1989 : The Amazing Adventures of Mr. Bean (vidéo) : Reader in Library
- 1989 : Scandal : John, Detective Sgt.
- 1989 : Une saison blanche et sèche : Dr. Herzog
- 1990 : Mr Bean: The Library (vidéo) : Reader in Library
- 1990 : The Fool : Lord Paramount
- 1993 : Grandeur et Descendance de Robert William Young : Tour Guide
- 1993 : The Trial (en) : Deputy Bank Manager
- 1999 : Le Phare de l'angoisse de Simon Hunter : Captain Campbell
- 1999 : Jeanne d'Arc : Domremy's Priest
- 2000 : Saving Grace : Charlie
- 2000 : Il cielo cade : M. Pitt
- 2001 : Le Journal de Bridget Jones de Sharon Maguire : M. Fitzherbert
- 2001 : L'Affaire du collier : Monsieur Bohmer
- 2004 : Irrésistible Alfie : Flower Shop Proprietor
- 2004 : Le Fantôme de l'Opéra : Auctioneer
- 2005 : Oliver Twist : M. Grimwig
- 2008 : The Edge of Love : M. Justice Singleton

### Télévision

#### Téléfilms
- 1972 : Joseph and the Amazing Technicolor Dreamcoat : Brother
- 1978 : The Comedy of Errors : Angelo
- 1981 : All's Well That Ends Well : Lavache
- 1983 : The Phantom of the Opera : Inspector
- 1985 : Hitler's SS: Portrait in Evil (en) : général Josef Biegler, SA
- 1985 : Hommage à Rossini (TV Special) : Signor Gioachino Rossini
- 1987 : Still Crazy like a Fox (en) : Constable
- 1989 : Somewhere to Run (en) : Abrahams
- 1992 : A Masculine Ending : Humphrey Morris
- 1992 : De terre et de sang : Simon
- 1997 : The Moonstone : Dr Candy
- 1997 : Sharpe's Revenge (en) : Roland
- 1998 : The Unknown Soldier : Urquart
- 2000 : The Prince and the Pauper : Magistrate
- 2001 : Doc Martin : Charley
- 2002 : Bertie and Elizabeth (en) : Tommy Lascelles
- 2003 : Docteur Martin et la légende du Cloutie : Charley
- 2005 : Summer Solstice (en) : Derek
- 2007 : A Class Apart : Godfrey
- 2008 : Einstein et Eddington : H H Turner

#### Séries télévisées
- 1969 : The Wednesday Play (en) (saison 1, épisode 147 : The Last Train through Harecastle Tunnel) : Farquhar
- 1970 : Daniel Deronda (es) (mini-série) : Mr. Mackworth
  - (saison 1, épisode 01 : Temptations)
  - (saison 1, épisode 02 : Pursuit)
- 1980 : The Other 'Arf (en) (saison 1, épisode 05 : Open to the Public) : Smidger
- 1980 : Metal Mickey (saison 1, épisode 04 : Taking the Mickey) : Harry
- 1980 : Play for Today (saison 11, épisode 05 : Minor Complications) : Mornington
- 1981 : World's End (8 épisodes) : Lord Arvin
- 1981 : The Olympian Way : Trevor Watt
  - (saison 1, épisode 01 : Happy Birthday)
  - (saison 1, épisode 03 : Cleaned Out)
  - (saison 1, épisode 06 : Public Appearance)
- 1981 : The History Man (mini-série) : Henry Beamish
  - (saison 1, épisode 01 : Part 1: October 2nd 1972)
  - (saison 1, épisode 02 : Part 2: October 3nd 1972 (A.M.))
  - (saison 1, épisode 03 : Part 3: October 3nd 1972 (P.M.))
  - (saison 1, épisode 04 : Gross Moral Turpitude) : Henry Beamish
- 1982 : Shine on Harvey Moon (en) (saison 2, épisode 03 : In Sickness and in Health) : Doctor Thrush
- 1983 : Reilly, Ace of Spies (en) (mini-série) (saison 1, épisode 04 : Anna) : Granier
- 1983 : Jemima Shore Investigates (saison 11, épisode 11 : The Damask Collection) : Acton Tindall
- 1983 : The Mad Death (en) (mini-série) : Bob Nicol
  - (saison 1, épisode 01)
  - (saison 1, épisode 02)
  - (saison 1, épisode 03)
- 1983 : La Vipère noire (saison 1, épisode 06 : Le Sceau noir) : Friar Bellows
- 1984 : The Kit Curran Radio Show (en) (6 épisodes) : Les Toms
- 1984 : Minder (en) (saison 4, épisode 03 : High Drains Pilferer) : Hamster
- 1985 : Girls on Top (en) (saison 1, épisode 03 : C.O.D.) : Lawrence
- 1985 : Blott on the Landscape (mini-série) (6 épisodes) : Hoskins
- 1986 : Bergerac (saison 4, épisode 10 : Fires in the Fall) : Malcolm Croxted
- 1986 : King & Castle : Edward Halliday-Mostyn
  - (saison 1, épisode 01 : Exodus)
  - (saison 1, épisode 03 : Partners)
  - (saison 1, épisode 05 : Romance)
  - (saison 1, épisode 06 : Rivals)
- 1986 : Kit Curran (6 épisodes) : Les Toms
- 1987 : Napoléon et Joséphine (mini-série) : Junot
  - (saison 1, épisode 01)
  - (saison 1, épisode 02)
  - (saison 1, épisode 03)
- 1988 : Monstres et Merveilles (saison 1, épisode 03 : L'Enfant de la Chance) : Chancellor
- 1988 : After Henry (en) (saison 1, épisode 06 : The Birthday) : Paul
- 1988 : The Modern World: Ten Great Writers (mini-série documentaire) (saison 1, épisode 05 : Thomas Mann's 'The Magic Mountain') : Dr. Hofrat Behrens
- 1989 : Mornin' Sarge (7 épisodes) : Sarge
- 1989 : About Face (en) (saison 1, épisode 05 : Send Her Victorious) : Howell
- 1989 : Saracen (en) (saison 1, épisode 02 : Infidels) : Charles Lighthill
- 1989 : Anything More Would Be Greedy (mini-série) : Mr. Leadweller
  - (saison 1, épisode 02 : Trading Favours)
  - (saison 1, épisode 03 : Playing Games)
  - (saison 1, épisode 04 : Realizing Assets)
- 1989 : The Justice Game : Alistair Sinclair Murray
  - (saison 1, épisode 01)
  - (saison 1, épisode 03)
  - (saison 1, épisode 04)
- 1989 - 1992 : Screen One (en) :
  - (saison 1, épisode 06 : The Mountain and the Molehill) : Lilliwhite
  - (saison 3, épisode 01 : Hancock) : Feature Writer
  - (saison 3, épisode 08 : Adam Bede) : Martin Poyser
- 1990 : All Creatures Great and Small (en) (saison 7, épisode 09 : A Grand Memory for Forgetting) : Captain Crawford
- 1990 : Campion (en) (saison 2, épisode 01 : Sweet Danger) : Mr. Parrott
- 1990 - 1991 : El C.I.D. (en) : James Henley Dodd
  - (saison 1, épisode 01 : Spanish Eyes)
  - (saison 1, épisode 03 : Dog Days)
  - (saison 2, épisode 03 : In the Rough)
  - (saison 2, épisode 07 : Ticket to Ride)
- 1991 : Children of the North : Ballister
  - (saison 1, épisode 01 : The Killing of Yesterday's Children)
  - (saison 1, épisode 02 : Lonely the Man Without Heroes)
  - (saison 1, épisode 03 : City of Maloch)
- 1991 : Stay Lucky (en) (saison 3, épisode 04 : An Unsavoury Business) : Simon Owen
- 1992 : Covington Cross (9 épisodes) : Friar
- 1992 : Mr. Wakefield's Crusade (saison 1, épisode 02) : Doctor
- 1992 : Love Hurts (en) : Bryan Appleford
  - (saison 1, épisode 06 : Stormy Weather)
  - (saison 1, épisode 07 : A Day in the Life)
  - (saison 1, épisode 10 : Let's Do It)
- 1992 : Les Règles de l'art (saison 3, épisode 07 : Scotch on the Rocks) : Gently Bentley
- 1993 : Rab C. Nesbitt (en) (saison 3, épisode 05 : Right) : Prison Governor
- 1993 : Screen Two (en) (saison 10, épisode 01 : Genghis Cohn) : Interior Minister
- 1993 : Les Aventures du jeune Indiana Jones (saison 2, épisode 19 : Paris, octobre 1916) : Policeman #1
- 1993 : The Inspector Alleyn Mysteries (en) (saison 1, épisode 05 : Death at the Bar) : Abel Pomeroy
- 1994 : Between the Lines (en) (saison 3, épisode 02 : A Safe Pair of Hands) : Eddington
- 1994 : Nice Day at the Office (saison 1, épisode 03 : The Enemy Within) : Fenwicke
- 1994 : Dandelion Dead (en) (mini-série) : Arthur
- 1994 : In Suspicious Circumstances (saison 4, épisode 05 : The Next Mrs. Clements) : Doctor Holmes
- 1995 : Oliver's Travels (en) (mini-série) (saison 1, épisode 02 : Land of My Fathers) : Rowley
- 1995 : Ghosts (saison 1, épisode 04 : Shadowy Third) : Dr. Brandon
- 1995 : Ain't Misbehavin' (en) (saison 2, épisode 01 Episode One) : Chuck Purvis
- 1995 : Joking Apart (en) (saison 2, épisode 02) : Dr. Strickland
- 1996 : Nostromo (en) (mini-série) : Capt. Mitchell
- 1996 : Annie's Bar (10 épisodes) : Vernon Du Chine
- 1997 : A Dance to the Music of Time (mini-série) (saison 1, épisode 02 : The Thirties) : Maclintick
- 1997 : Kavanagh (saison 3, épisode 04 : Valise diplomatique) : Richard Dynevor
- 1997 : Have Your Cake and Eat It (mini-série) : Stimpson
  - (saison 1, épisode 01)
  - (saison 1, épisode 02)
- 1997 : Chalk (en) (saison 1, épisode 02 : The Interview) : Max
- 1998 : Inspecteurs associés (saison 3, épisode 03 : Le Partage des os) : Canon Eustace Horncastle
- 1998 : Inspecteur Barnaby (saison 1, épisode 03 : Fidèle jusqu'à la mort) : Nigel Anderson
- 1998 : La Muselière : Duncan Orloff
  - (saison 1, épisode 01)
  - (saison 1, épisode 02)
- 1998 : Heat of the Sun (en) (mini-série) : Sir Rex Willoughby
  - (saison 1, épisode 01 : Private Lives)
  - (saison 1, épisode 03 : The Sport of Kings)
- 1999 : The Last Salute (saison 2, épisode 02 : Bank Holiday) : Mr. Pimm
- 2000 : Sydney Fox, l'aventurière (saison 1, épisode 21 : Le Calice de la vérité) : Chef Gerald La Grange
- 2002 : Foyle's War (saison 1, épisode 02 : The White Feather) : Arthur Ellis
- 2003 : Leonardo (mini-série documentaire) (saison 1, épisode 01 : The Man Who Wanted to Know Everything) : Abbot
- 2004 : My Dad's the Prime Minister (en) (saison 2, épisode 06 : Powerless) : Sir Fabian Flood
- 2004 - 2006 : La Pire Semaine de ma vie : Vicar
  - (saison 1, épisode 05 : Vendredi)
  - (saison 1, épisode 06 : Samedi)
  - (saison 1, épisode 07 : Dimanche)
  - (saison 3, épisode 02 : Le Pire Noël de ma vie [2/3])
- 2004 - 2006 : The Alan Clark Diaries (en) : Ian Gow
  - (saison 1, épisode 01 : The March of the Gray Men)
  - (saison 1, épisode 02 : The Lady)
  - (saison 1, épisode 04 : Defence of the Realm)
- 2005 : The Bill : Richard Foster, Barrister
  - (saison 21, épisode 65 : 338)
  - (saison 21, épisode 66 : 339)
- 2005 : Les Arnaqueurs VIP (saison 2, épisode 06 : Les Joyaux de la couronne) : Benny
- 2007 : Ma tribu (saison 7, épisode 10 : Un conte de Noël) : M. Salem
- 2008 : Miss Marple (saison 4, épisode 01 : Une poignée de seigle) : Billingsley
- 2009 : The Royal (saison 8, épisode 02 : Counting Chickens) : Dr. Marsden
- 2009 : Minder (en) : Dickie Mint
  - (saison 1, épisode 01 : Better the Devil You Know)
  - (saison 1, épisode 04 : A Matter of Life and Debt)
  - (saison 1, épisode 06 : Till Debt Do Us Part)